# Knud Henriksen Gyldenstierne (1575-1627)
 For alternative betydninger, se Knud Henriksen Gyldenstierne. (Se også artikler, som begynder med Knud Henriksen Gyldenstierne)
Knud Henriksen Gyldenstjerne til Ågård (født 1575, død 7. februar 1627), dansk godsejer.
Han var søn af Henrik Knudsen Gyldenstierne (død 1592) og Mette Rud og blev født på Ågård omkring St. Hansdag 1575. 
Da han var ni år gammel, kom han til Sorø Skole, som han forlod 1590 for at fortsætte sine studier ved udenlandske universiteter, bl.a. Wittenberg og Strasbourg, hvorefter han rejste i Schweitz, England og Skotland. 
Efter sin hjemkomst tjente han 1596-98 som hofjunker, men tog så hjem til Ågård, som han havde arvet efter sin fader; af mødrenearv besad han desuden Møgelkær. 
I Kalmarkrigen deltog han som fændrik og forlenedes 1612 med Vestervig Kloster. I 1614 sendtes han og Otte Skeel som gesandter til Rusland for at lykønske Zar Michael til hans regeringstiltrædelse. Vestervig ombyttede Gyldenstjerne i 1618 med Skivehus, hvorfra han i 1619 forflyttedes til Bergenhus. Her døde han 1627 som følge af et fald med sin hest på hjemvejen fra kirken. 
Den 13. oktober 1608 var han blevet gift med Sophie Hansdatter Lindenov (1. marts 1589 – 19. marts 1666); men ægteskabet var barnløst. Hun giftede sig efter Gyldenstjernes død med rigsråden Henrik Rantzau til Schøneweide.

## Gyldenstierne i litteraturen
I Shakespeares skuespil Hamlet optræder Knud Gyldenstierne sammen med Frederik Holgersøn Rosenkrantz (1571–1602).